# Edvard Larsen
Martin Edvard Larsen (Oslo, 27 d'octubre de 1881 – Oslo, 10 de setembre de 1914) va ser un atleta noruec que va competir a principis del segle xx.
El 1908 va prendre part en els Jocs Olímpics de Londres, on guanyà la medalla de bronze en la prova del triple salt del programa d'atletisme.
Quatre anys més tard, als Jocs d'Estocolm, tornà a disputar la mateixa prova, però s'hagué d'acontentar amb la sisena posició final.